# ハリケーン (1937年の映画)
『ハリケーン』（The Hurricane）は、ジョン・フォード監督、サミュエル・ゴールドウィン・プロダクションズ製作による1937年のアメリカ映画である。

## キャスト
- ドロシー・ラムーア
- ジョン・ホール
- メアリー・アスター
- C・オーブリー・スミス
- トーマス・ミッチェル
- レイモンド・マッセイ
- ジョン・キャラダイン
- ジェローム・コーワン
- アル・キクメ（英語版）
- レイン・トム・Jr（英語版）

## 受賞とノミネート
| 賞           | 年         | 部門                     | 結果       |
| ------------ | ---------- | ------------------------ | ---------- |
| アカデミー賞 | 助演男優賞 | トーマス・ミッチェル     | ノミネート |
| アカデミー賞 | 作曲賞     | アルフレッド・ニューマン | ノミネート |
| アカデミー賞 | 録音賞     | トーマス・T・モールトン  | 受賞       |

## リメイク
1979年にヤン・トロエル監督、ジェイソン・ロバーズとミア・ファロー主演によりリメイクされた。